# Mont de pietat

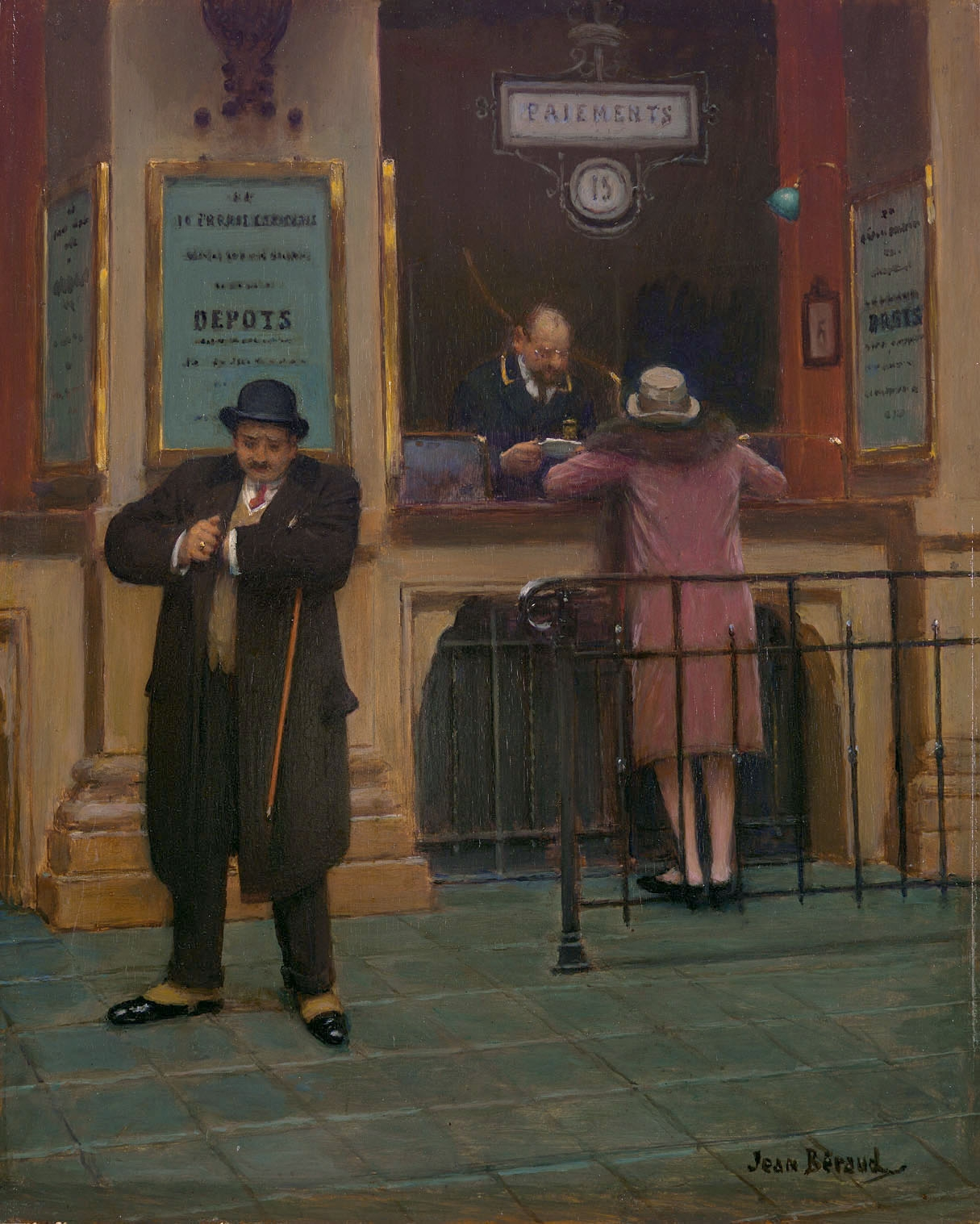
El mont de pietat de Jean Béraud.

Un mont de pietat (de l'italià monte di pietà) és un establiment benèfic que fa préstecs, generalment pignoratius, de béns mobles, amb interès mòdic.
El primer fou creat pels franciscans Bernardino da Feltre i Barnaba da Terni el 1462 a Perusa (Itàlia), per evitar que la gent humil caigués en mans d'usurers. A partir del segle xvi floriren els monts de pietat a Savona, Màntua, Florència, Bruges i Lilla.
Els monts de pietat atenien les demandes de les classes socials més necessitades de protecció, a través de la concessió de préstecs gratuïts sense interès, garantits amb joies o robes, i intentant amb això suavitzar els abusos de la usura. Per aconseguir la seva finalitat, el Mont de Pietat necessitava recursos, que obtenia sobretot de la captació de dipòsits en metàl·lic. També obtenia fons provinents d'almoines, d'ajudes de la Corona i de celebracions religioses. Amb això es formava un fons comú.
Amb el temps els monts de pietat començaren a treballar amb els diners produïts pels interessos. Al segle xviii tingueren greus dificultats. Als Països Catalans les principals institucions d'aquest tipus van ser el Mont de Pietat de Nostra Senyora de l'Esperança, de Barcelona, al segle xviii, i, al segle xix, la Caixa d'Estalvis i Mont de Pietat de Barcelona i la seva homònima de València. Actualment han aconseguit sobreviure gràcies al fet d'unir-se amb caixes d'estalvi.